# Chiapetta
Chiapetta là một đô thị thuộc bang Rio Grande do Sul, Brasil. Đô thị này có diện tích 396,483 km², dân số năm 2007 là 4078 người, mật độ 10,29 người/km².